# Moma (folyó)
A Moma (oroszul: Мома) folyó Oroszország ázsiai részén, Kelet-Szibériában, Jakutföldön; az Ingyigirka jobb oldali mellékfolyója.

## Földrajz
Hossza: 406 km, vízgyűjtő területe: 30 200 km², évi közepes vízhozama (377 km-re a torkolattól): 13 m³/s.
A Cserszkij-hegylánchoz tartozó Ulahan-Csisztaj-hegységben két kis folyó, az Iliny-Jurjah (54 km) és a Kijeng (40 km) egyesülésével keletkezik. A Moma-hegység délnyugati lába mentén, a széles és néhol mocsaras Moma–Szelennyah-medencében folyik északnyugat felé. A Momai járás székhelye, Honuu közelében ömlik az Ingyigirkába, 1086 km-re annak torkolatától. Középső és alsó folyásán különösen sok a sziklás zátony, sellő. Szeptember–októberben befagy – a későbbi hónapokban néhol fenékig – és átlag 229 napig jégpáncél alatt van.
Jelentősebb mellékfolyói: Erikit (184 km), Tyirehtyah (160 km), Buordah (119 km).
Vízgyűjtő területének egy részét 1996-ban védett természeti parknak nyilvánították (Momszkij prirodnij park), melynek központi része a folyó völgye. A természeti park területén található Jakutföld legmagasabb pontja, a Pobeda-hegy (3003 m).